# Сборная Венесуэлы по футболу
Сбо́рная Венесуэ́лы по футбо́лу (исп. Selección de fútbol de Venezuela) — представляет Венесуэлу на международных матчах по футболу. Управляющая организация — Венесуэльская футбольная федерация. Венесуэла — страна с традиционно самым низким уровнем развития футбола в Южной Америке. Венесуэла — единственная сборная, входящая в КОНМЕБОЛ, которая ещё ни разу не пробивалась в финальную стадию чемпионатов мира и не становилась призёром чемпионата Южной Америки / Кубка Америки.
По состоянию на 15 февраля 2024 года в рейтинге ФИФА сборная занимает 52-е место.

## История
В 2000-е годы интерес к спорту, и к футболу в частности, в стране вырос и сборная по футболу перестала занимать стабильное последнее место в региональных соревнованиях. На Кубке Америки 2007 года, который впервые прошёл в Венесуэле, сборная впервые за долгие годы смогла выйти из группы, но разгромно уступила Уругваю в 1/4 финала, что также было признано огромным достижением (в итоговой классификации хозяева заняли почётное 6-е место).
На первую половину 2010-х годов приходится пик развития сборной: на Кубке Америки в 2011 году сборная Венесуэлы дошла до полуфинала, где проиграла Парагваю в серии послематчевых пенальти. В матче за 3-е место «винотинто» уступили сборной Перу со счётом 1:4. Этот результат стал лучшим в истории сборной Венесуэлы. В рамках отборочного турнира к чемпионату мира 2014 года венесуэльцы впервые в своей истории вплотную приблизились к завоеванию одной из путёвок на мундиаль. В итоговой таблице «виноделы» набрали 20 очков в 16 матчах, что позволило им занять шестое место — первое среди команд, не пробившихся на ЧМ.

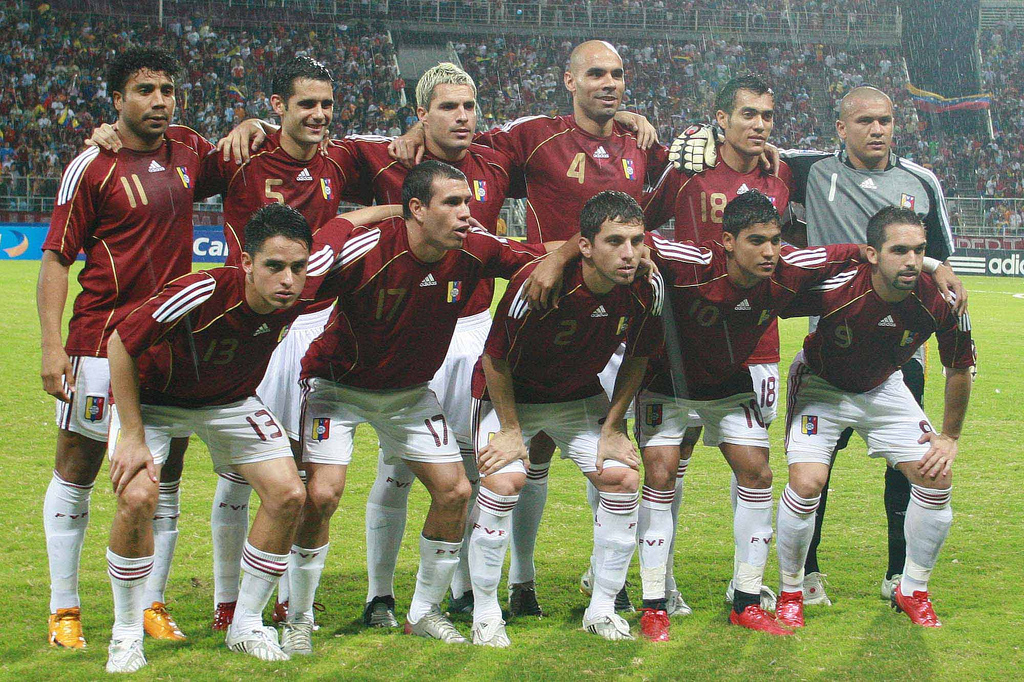
Перед отборочным матчем к чемпионату мира 2010 года

## Домашние стадионы
Сборная Венесуэлы не имеет постоянного домашнего стадиона. В официальных матчах с 2007 года она чередует одну из трёх арен, причём все три расположены за пределами Каракаса — Хосе Антонио Ансоатеги (Пуэрто-ла-Крус), Полидепортиво де Пуэбло-Нуэво (Сан-Кристобаль) или Полидепортиво Качамай (Сьюдад-Гуаяна). В товарищеских матчах используются стадионы из других городов. В последний раз Каракас (Олимпийский стадион) принимал официальный матч (отборочного турнира к ЧМ-2006 году) 9 сентября 2003 года. Затем, до 16 октября 2007 года, бо́льшую часть официальных матчей принимал стадион в Маракайбо Хосе «Паченчо» Ромеро.

## Текущий состав
Следующие игроки были вызваны в состав сборной главного тренера Фернандо Батисты для участия в матчах отборочного турнира чемпионата мира 2026 против сборной Бразилии (14 ноября 2024) и сборной Чили (19 ноября 2024).
Игры и голы приведены по состоянию на 19 ноября 2024 года:
| 1  | Вр  | Вилькер Фариньес     | 15 февраля 1998 (27 лет)  | 40  | 0  | ФК Каракас           |  |  |
| 22 | Вр  | Рафаэль Ромо         | 25 февраля 1990 (35 лет)  | 30  | 0  | Универсидад Католика |  |  |
| 12 | Вр  | Алайн Бароха         | 23 октября 1989 (35 лет)  | 14  | 0  | Олвейс Реди          |  |  |
|    |     |                      |                           |     |    |                      |  |  |
|    | Защ | Роберто Росалес      | 20 ноября 1988 (36 лет)   | 90  | 1  | АЕК Ларнака          |  |  |
|    | Защ | Рональд Эрнандес     | 4 октября 1997 (27 лет)   | 27  | 1  | Атланта Юнайтед      |  |  |
|    | Защ | Йордан Осорио        | 10 мая 1994 (30 лет)      | 14  | 0  | Парма                |  |  |
| 2  | Защ | Науэль Феррарси      | 19 ноября 1998 (26 лет)   | 13  | 0  | Сан-Паулу            |  |  |
|    | Защ | Адриан Мартинес      | 14 июля 1993 (31 год)     | 7   | 0  | Депортиво Ла Гуайра  |  |  |
|    | Защ | Оскар Гонсалес       | 25 января 1992 (33 года)  | 7   | 0  | Монагас              |  |  |
|    | Защ | Хефре Варгас         | 12 января 1995 (30 лет)   | 3   | 0  | Метрополитанос       |  |  |
|    | Защ | Даниэль Каррильо     | 2 декабря 1995 (29 лет)   | 2   | 0  | КуПС                 |  |  |
| 5  | Защ | Кристиан Макун       | 5 марта 2000 (25 лет)     | 12  | 0  | Левски               |  |  |
| 3  | Защ | Вилькер Анхель       | 18 марта 1993 (32 года)   | 41  | 2  | Крисиума             |  |  |
|    |     |                      |                           |     |    |                      |  |  |
| 8  | ПЗ  | Томас Ринкон         | 13 января 1988 (37 лет)   | 139 | 1  | Сантос               |  |  |
|    | ПЗ  | Хуниор Морено        | 20 июля 1993 (31 год)     | 34  | 1  | Ди Си Юнайтед        |  |  |
| 11 | ПЗ  | Дарвин Мачис         | 7 февраля 1993 (32 года)  | 51  | 11 | Вальядолид           |  |  |
| 7  | ПЗ  | Джефферсон Саварино  | 11 ноября 1996 (28 лет)   | 46  | 4  | Ботафого             |  |  |
| 18 | ПЗ  | Кристиан Кассерес    | 20 января 2000 (25 лет)   | 31  | 0  | Тулуза               |  |  |
| 13 | ПЗ  | Хосе Мартинес        | 7 августа 1994 (30 лет)   | 37  | 0  | Коринтианс           |  |  |
|    | ПЗ  | Луис Гонсалес        | 22 декабря 1990 (34 года) | 9   | 0  | Атлетико Хуниор      |  |  |
|    | ПЗ  | Эдуард Бельо         | 20 августа 1995 (29 лет)  | 8   | 1  | Депортес Антофагаста |  |  |
|    | ПЗ  | Эдсон Кастильо       | 18 мая 1994 (30 лет)      | 6   | 1  | Каракас              |  |  |
| 18 | ПЗ  | Джон Мурильо         | 21 ноября 1995 (29 лет)   | 46  | 4  | Атлас                |  |  |
|    |     |                      |                           |     |    |                      |  |  |
|    | Нап | Фернандо Аристегьета | 9 апреля 1992 (32 года)   | 27  | 1  | Пуэбла               |  |  |
|    | Нап | Ян Уртадо            | 5 марта 2000 (25 лет)     | 10  | 0  | Ред Булл Брагантино  |  |  |
| 19 | Нап | Эрик Рамирес         | 20 ноября 1998 (26 лет)   | 11  | 2  | Тигре                |  |  |
|    | Нап | Брайан Уртадо        | 21 июня 1999 (25 лет)     | 3   | 0  | Кобресаль            |  |  |
| 23 | Нап | Хосе Саломон Рондон  | 16 сентября 1989 (35 лет) | 114 | 45 | Пачука               |  |  |

## Рекордсмены

### По сыгранным матчам
1. Томас Ринкон (2008—н. в.) — 133
2. Хуан Аранго (1999—2015) — 127
3. Хосе Мануэль Рей (1997—2011) — 115
4. Саломон Рондон (2008—н. в.) — 107
5. Роберто Росалес (2007—2023) — 94
6. Хорхе Альберто Рохас (1999—2009) — 91
7. Мигель Меа Витали (1999—2012) — 85
8. Освальдо Вискаррондо (2004—2016) — 81
9. Луис Вальенилья (1996—2007) — 77
10. Габриэль Хосе Урданета (1996—2005) — 77

### Лучшие бомбардиры
1. Саломон Рондон (2008—н. в.) — 43
2. Хуан Аранго (1999—2015) — 23
3. Джанкарло Мальдонадо (2003—2011) — 22
4. Руберт Моран (1996—2007) — 14
5. Хосеф Мартинес (2011—н. в.) −14
6. Николас Федор (2006—2015) — 11
7. Хосе Мануэль Рей (1997—2011) — 11
8. Дарвин Мачис (2011—н. в.) — 11
9. Даниэль Арисменди (2006—2011) −10
10. Габриэль Хосе Урданета (1996—2005) — 9